# Agustín Fiorilli
Agustín Ignacio Fiorilli (8 de octubre de 1978, Arroyo Seco) es un nadador argentino especialista en las pruebas de fondo. Representó a Argentina en los Juegos Olímpicos de Atlanta y Sídney. Su mejor resultado en estos juegos fue la posición 26 en los 1500 m en Atlanta, con un tiempo de 15:51.85.
Además, participó de varios campeonatos del mundo: Hong Kong, Suecia...y de la travesía Malta - Sicilia ( 93km a nado ) donde obtuvo el segundo puesto representando a la selección argentina. 